# Trump Tower
A Trump Tower é um arranha-céu localizado na cidade de Nova Iorque, Estados Unidos. Possui 202 metros de altura e 58 andares. Foi inaugurado em 1983 e é conhecido pelo seu enorme luxo. Foi fundado e construído pelo empresário Donald Trump.
Donald Trump é também proprietário de outras imponentes torres construídas nos Estados Unidos e no estrangeiro. Trump também serviu como o 45°   presidente dos Estados Unidos, de 2017 a 2020 e foi eleito como 47º presidente dos EUA. 